# Artère récurrente ulnaire
L'artère récurrente ulnaire (ou artère récurrente cubitale ou artère des épitrochléens) est une artère de l'avant-bras.

## Origine
L'artère récurrente ulnaire est une artère très courte qui nait dans la partie proximale de l'artère ulnaire.

## Trajet
L'artère récurrente ulnaire après son court trajet médial se divise en deux branches : le rameau antérieur de l’artère récurrente ulnaire et le rameau postérieur de l’artère récurrente ulnaire qui contribuent au réseau articulaire cubital.

### Rameau antérieur de l’artère récurrente ulnaire
Le rameau antérieur remonte entre les muscles brachial et rond pronateur qui en reçoivent quelques rameaux.
Il passe devant l'épicondyle médial de l'humérus et s'anastomose avec l'artère collatérale ulnaire inférieure.

### Rameau postérieur de l’artère récurrente ulnaire
Le rameau postérieur remonte en arrière et en dedans sur le muscle fléchisseur profond des doigts et derrière le muscle fléchisseur superficiel des doigts.
Il remonte derrière l'épicondyle médial de l'humérus et s'anastomose avec l'artère collatérale ulnaire supérieure.